# Eviota toshiyuki
Eviota toshiyuki là một loài cá biển thuộc chi Eviota trong họ Cá bống trắng. Loài cá này được mô tả lần đầu tiên vào năm 2010.

## Từ nguyên
Loài cá này được đặt theo tên của Toshiyuki Suzuki.

## Phạm vi phân bố và môi trường sống
E. toshiyuki có phạm vi phân bố ở Tây Bắc Thái Bình Dương. Chúng được tìm thấy ở vùng biển ngoài khơi quần đảo Ryukyu và quần đảo Ogasawara (Nhật Bản). Mẫu vật của E. toshiyuki được thu thập gần các rạn san hô ở độ sâu khoảng 8 m trở lại.

## Mô tả
Chiều dài cơ thể tối đa được ghi nhận ở E. toshiyuki là 1,8 cm.
Số gai ở vây lưng: 7; Số tia vây ở vây lưng: 9; Số gai ở vây hậu môn: 1; Số tia vây ở vây hậu môn: 8.